# Domnișoara Iulia (film din 1951)
Domnișoara Iulia (în suedeză Fröken Julie) este un film dramatic suedez din 1951, regizat de Alf Sjöberg și avându-i în rolurile principale pe Anita Björk și Ulf Palme, bazat pe piesa omonimă din 1888 scrisă de August Strindberg. Filmul abordează problema clasei sociale, a sexului și a puterii, în timp ce personajul principal, fiica unui conte din Suedia secolului al XIX-lea, începe o relație cu unul dintre servitorii moșiei. Filmul a câștigat Marele Premiu al Festivalului Internațional de Film la Festivalul de Film de la Cannes din 1951.

## Rezumat
În urma unei logodne rupte cu scandal, domnișoara Iulia, fiica contelui Carl, renunță la o petrecere de familie în ajunul verii de Sânziene pentru a „onora” cu prezența sa balul servitorilor de la moșie. Acolo, ea dansează cu unul dintre servitori, Jean, de care este atrasă. Îi ordonă să stea la masă cu ea la bere și îl obligă, în mod umilitor, să-i sărute pantoful. Afară, ea îi face avansuri; lucrătorul, ascuns în spatele unei sculpturi, asist șocat la întâlnire. Domnișoara Iulia îl întreabă pe Jean dacă a fost vreodată îndrăgostit. El răspunde că a iubit-o când era copil, când trăia în sărăcie și o vedea pe moșie, dar a fost alungat ca un „derbedeu”. Servitorii mărșăluiesc înainte, cântând și căutându-l pe Jean; Julie și Jean își dau seama de scandalul care va izbucni dacă vor fi văzuți împreună și încearcă să scape și să se ascundă, dar lucrătorul a povestit deja ce a văzut.
Jean și Julie se gândesc să scape; Jean, care condamnă tradiția și prejudecățile de clasă din Suedia, dorește să ia un tren spre Italia, unde poate conduce un hotel cu ajutorul capitalului de investiții al Iuliei. Iulia îi răspunde că nu are bani proprii și este șocată de comportamentul brusc de insensibilitate al lui Jean față de ea. El nu se arată îngrijorat de temerile ei că contele ar putea afla de scandal și îi dezvăluie că nu este dispus să moară pentru ea, așa cum i-a sugerat. La fel cum îi povestise despre copilăria lui, Iulia îi povestește despre copilăria ei: mama ei, Berta, era o femeie de rând care credea în drepturile femeilor și a trebuit să fie convinsă să se căsătorească. S-a căsătorit cu contele Carl, din această relație s-a născut Iulia, care era îmbrăcată în haine de băiat, dar Julie prefera să se joace cu păpușile. Contesa a dat foc casei lor, iar mai târziu, contele a încercat să se sinucidă cu o armă de foc. La auzul poveștii, Jean se declară ca fiind o ființă superioară, deoarece Iulia este fiica unui piroman.
Înainte de a pleca în ziua de Sânziene, Jean o vede pe Serine, cinteza Iuliei, și îi spune că nu pot lua o colivie pentru păsări. Când Iulia spune că ar prefera ca Serine să moară decât să fie lăsată în urmă, Jean îi rupe gâtul; Iulia îl blestemă pe el și ziua în care s-a născut. Când contele se întoarce, constată că Iulia s-a sinucis cu lama de ras, sub portretul contesei.

## Distribuția
- Anita Björk în rolul domnișoarei Iulia
- Ulf Palme în rolul Jean
- Märta Dorff în rolul Kristin, bucătăreasa
- Lissi Alandh în rolul contesei Berta, mama Iuliei
- Anders Henrikson în rolul contelui Carl, tatăl Iuliei
- Inga Gill în rolul Viola
- Åke Fridell în rolul Robert
- Kurt-Olof Sundström în rolul logodnicului Iuliei
- Max von Sydow în rolul lucrătorului
- Margaretha Krook în rolul guvernantei
- Åke Claesson în rolul doctorului
- Signe Lundberg-Settergren în rolul slujitoarei
- Inger Norberg în rolul Iuliei (copil)
- Jan Hagerman în rolul Jean (copil)